# Renovación urbana

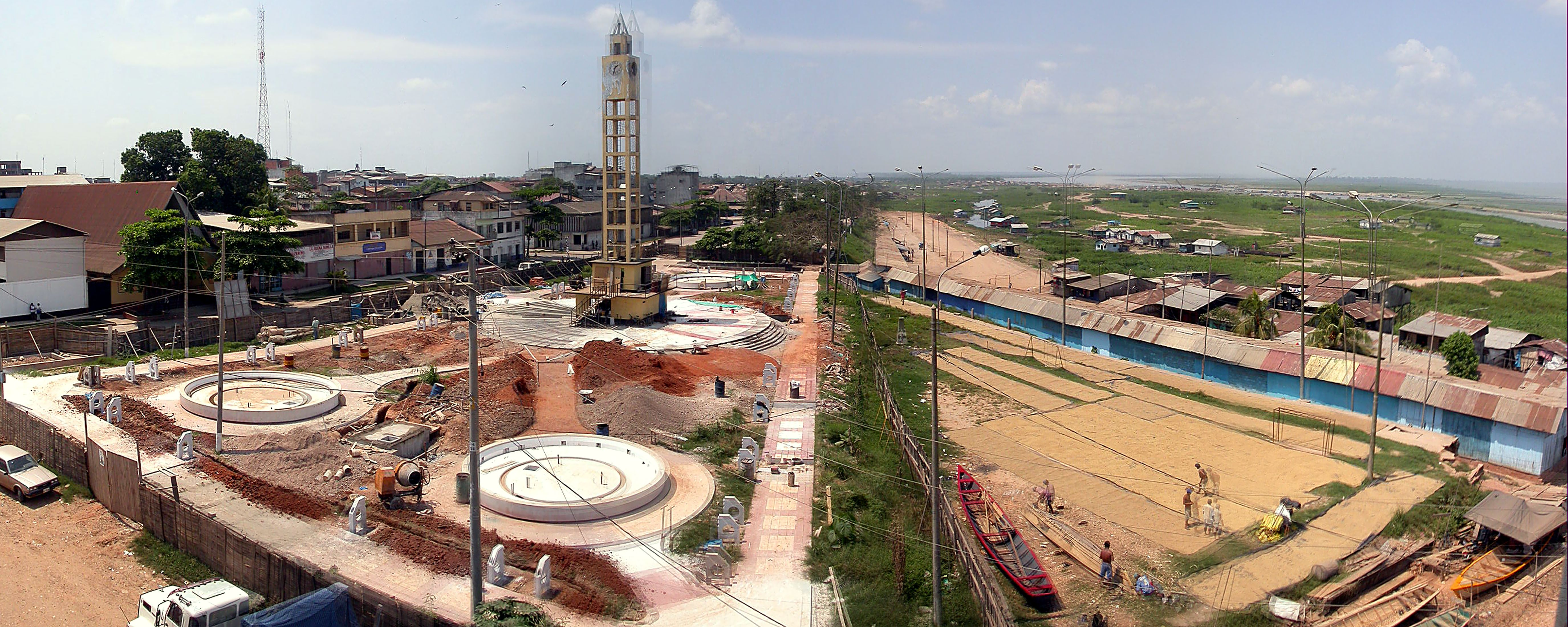
La Renovación de Pucallpa. La imagen se muestra que la municipalidad en el 2004 dio la renovación de la ciudad peruana de Pucallpa a la derecha se observa como ciudad antigua y la izquierda ya mejorada.

El término renovación urbana fue acuñado hacia 1950 por Miles Calean, economista estadounidense, y se refiere a la reconversión de las edificaciones, equipamientos e infraestructuras de una ciudad, para adaptarla a nuevos usos y diferentes actividades. Se trata de un fenómeno complejo que puede tomar muy diferentes caminos y está relacionado con otros tipos de procesos urbanos como son la rehabilitación, el redesarrollo o la invasión-sucesión. Si bien la renovación urbana puede ser beneficiosa para una ciudad, esta puede también llevar a fenómenos dañinos para las comunidades locales, tales como la gentrificación o la errónea clasificación como asentamiento irregular por parte de los líderes que promueven el proceso.

## Definiciones

### Rehabilitación
Por rehabilitación comprendemos el incremento de la calidad de las estructuras hasta un estándar prefijado por la administración o por el mercado de la vivienda.

### Redesarrollo
Se refiere a la demolición, reordenación y reconstrucción de toda un área. 

### Invasión-sucesión
Es un término desarrollado ampliamente por la escuela de Chicago, se refiere a la sustitución de la población de una zona, habitualmente como consecuencia de un proceso de renovación urbana. 

### Renovación urbana
Una definición de renovación urbana nos la da GREBLER (1965, p.13): 

Esfuerzo deliberado para cambiar el ambiente urbano por medio del ajuste planificado y a gran escala de las áreas urbanas existentes, a las exigencias presentes y futuras de la vivienda y el trabajo de una ciudad.

## Antecedentes

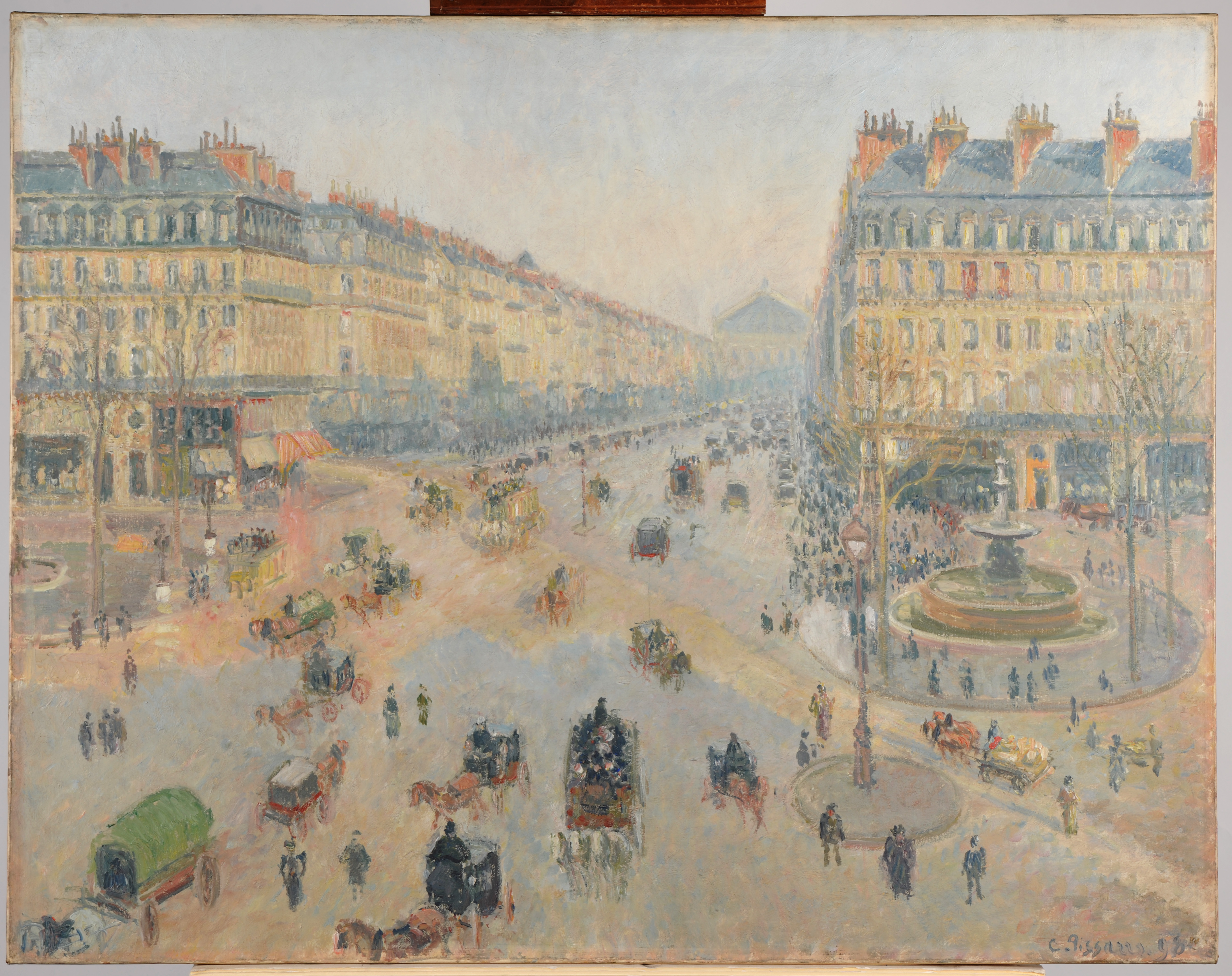
El derribo de murallas permitió las avenidas amplias.

Las primeras operaciones de renovación urbana se dan en la temprana ciudad industrial. En el siglo XIX se acometen en casi todas las ciudades medias occidentales obras de rehabilitación y saneamiento de los barrios obreros, obras en las que juega un papel determinante el derribo de las murallas. Otras operaciones que se realizan son la apertura de ejes de comunicación y la construcción de ensanches que permeabiliza las complejas tramas medievales. 
En la ciudad postmoderna las operaciones de renovación urbana van cada vez más dirigidas a la rehabilitación de barriadas estratégicamente situadas y que sufren como consecuencia de esta renovación una considerable revalorización que se convierte en el principal motor de la actuación del capital privado y público en la zona, provocando también movimientos sociales.

## Actualidad

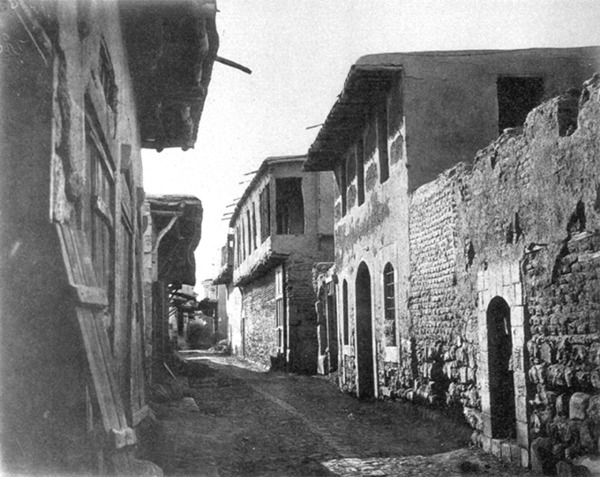
Barrio degradado.

La renovación urbana hoy día se produce en el centro de una ciudad en desarrollo o en sus proximidades, dado que en estas zonas es donde se localizan los barrios más envejecidos e inadaptados a las estructuras económicas y sociales actuales.
Este tipo de actuaciones a gran escala implican necesariamente la intervención de la administración pública, según Richardson, dado que la mejora de las estructuras y los equipamientos de una zona se trata de una empresa que requiere grandes desembolsos de capital que no serán recuperados necesariamente.
El valor de una finca viene determinado, entre otras cosas, por la calidad de la vecindad, lo viene da denominarse “efecto contagio”. Por lo tanto si en un área con casas bien mantenidas un propietario sub mantiene la suya obtendrá un rendimiento superior. Por el contrario si el propietario mantiene bien el estado de la edificación en un entorno deteriorado, los rendimientos que obtendrá por este mantenimiento serán muy inferiores. (Richardson) Por lo tanto, solo resultará rentable mantener en buen estado una vivienda si el resto de las edificaciones mantienen un buen nivel de mantenimiento.
Esto lleva a afirmar que solo es posible la renovación urbana si el sector público asume el coste del contagio privado y sustituye el funcionamiento del mercado por una mezcla de inversiones públicas y privadas. Las subvenciones del gobierno minimizan los costes para los ayuntamientos. Además, la construcción de nuevos edificios supone un aumento de los ingresos fiscales de la administración local.
Algunos ejemplos de renovación urbana masiva se han estudiado en EE. UU. y Gran Bretaña. Así en el primero de estos estados, a finales de 1965 se habían aprobado 1700 proyectos de renovación urbana, desalojando y desplazando a unas 750.000 personas. A partir de este año el ritmo de renovación se va acelerando. En EE. UU. la renovación urbana tiende a reducir el volumen de viviendas de renta baja y aumenta el de los apartamentos de renta alta, obligando a los pobres a trasladarse a viviendas más caras (RICHARDSON).
En Gran Bretaña, entre 1955 y 1970 se demolieron 1'153.000 edificios, aunque el impacto fue menor que en Estados Unidos sobre todo gracias a una fuerte política social de vivienda que acogió a la población desalojada, la cual, sin embargo, presentó en muchas ocasiones serias fallas a la hora de atender a sus nuevos habitantes.

## Renovación urbana en asentamientos de emergencia
Una de las aplicaciones que se le ha dado a la renovación urbana es la del reajuste de varios asentamientos de emergencia, ya que estas locaciones suelen pecar de ser extremadamente precarias, puesto que su función consta de brindar rápidamente las necesidades suficientes y de un modo económico a un sector vulnerado de la comunidad.
A modo de ejemplificar un caso de una lograda urbanización se puede tener en cuenta lo ocurrido en Colombia en el año 2009. El gobierno de la comuna de Santo Domingo Savio en Medellín pudo llevar a cabo una transformación urbana al colaborar con distintas empresas privadas para implementar un proyecto de urbanización integral que incluyó la construcción de viviendas, la implementación de progamas sociales, la creación de espacios públicos y la mejora de la infraestructura.